# SMTPS
SMTPS (Simple Mail Transfer Protocol Secure) is een methode om SMTP te beveiligen met transportlaagbeveiliging (SSL of TLS). Het is bedoeld om authenticatie van de communicatiepartners te voorzien, evenals gegevensintegriteit en vertrouwelijkheid.
SMTPS is geen eigen protocol en geen uitbreiding van SMTP. Het is een manier om SMTP te beveiligen op de transportlaag. SMTPS gebruikt TCP-poort 465.
Dit betekent dat de client en de server normale SMTP spreken op de applicatielaag, maar dat de verbinding wordt beveiligd door SSL of TLS. Dit gebeurt wanneer de verbinding tot stand is gebracht voordat de mailgegevens zijn uitgewisseld. Aangezien de peers niet onderhandelen over het al dan niet gebruiken van SSL of TLS, zijn SMTPS-diensten meestal bereikbaar via een eigen poort.

## Geschiedenis
In begin 1997 registreerde IANA poort 465 voor SMTPS.
Eind 1998 werd dit ingetrokken toen STARTTLS was gespecificeerd. Met STARTTLS kan dezelfde poort met of zonder TLS worden gebruikt. SMTP werd als bijzonder belangrijk gezien, omdat clients van dit protocol vaak andere mailservers zijn, die niet kunnen weten of een server waarmee ze willen communiceren een aparte poort heeft voor TLS. Poort 465 is geregistreerd voor source-specific multicast audio/video en indieningen (met andere woorden, SMTPS) sinds RFC 8314.
In 2014 blijven veel diensten de verouderde SMTPS-interface op poort 465 aanbieden in aanvulling op (of in plaats van) de interface voor het indienen van berichten op poort 587 zoals gedefinieerd door RFC 6409. Serviceproviders onderhouden poort 465 omdat oudere Microsoft-applicaties (inclusief Entourage 10.0 en zijn opvolger, Outlook for Mac 2011, geen STARTTLS ondersteunen en dus ook geen ondersteuning hebben voor de SMTP-indieningsstandaard (ESMTPS op poort 587). De enige manier voor serviceproviders om deze klanten een versleutelde verbinding aan te bieden is het onderhouden van poort 465.
RFC 8314, een voorgestelde standaard met als naam "Cleartext Considered Obsolete: Use of Transport Layer Security (TLS) for Email Submission and Access" (Platte tekst wordt gezien als verouderd: Gebruik transportlaagbeveiliging (TLS) voor e-mailindiening en -toegang) herstelt de registratie van poort 465 voor impliciet gecodeerde e-mailindiening. Bovendien doet de voorgestelde standaard een aantal suggesties over het implementeren van TLS in een hedendaagse omgeving.